# Cimetière Saint-Landry
Le cimetière Saint-Landry est un ancien cimetière parisien.

## Emplacement et dimensions
Le cimetière était situé devant la porte principale de l'église Saint-Landry. De forme rectangulaire, il mesurait environ 11 mètres sur 5,.

## Historique
Ce cimetière étant petit, le nombre d'inhumation y était limité à une dizaine de corps par an.
Une dizaine d'inhumations par an avait également lieu dans l'église.
Le cimetière est supprimé en même temps que l'église, en 1829.

## Personnalités inhumées
Si aucun ouvrage ne fait état de personnalités enterrées dans le cimetière Saint-Landry, certaines sources indiquent que le conseiller au Parlement de Paris Pierre Broussel et le sculpteur François Girardon furent inhumés dans l'église.